# DENIS J081730.0-615520
DENIS J081730.0-615520 is een bruine dwerg met een magnitude (in J) van +13,613 in het sterrenbeeld Carina (Kiel) met een spectraalklasse van T6. De ster bevindt zich 17 lichtjaar van de zon.